# ویوتا (آیووا)
ویوتا (به انگلیسی: Wiota) شهری در ایالت آیووا کشور ایالات متحده آمریکا است که جمعیت آن در سرشماری سال ۲۰۱۰ میلادی، ۱۱۶ نفر بوده‌است.